# Жерве, Александр Андреевич
Александр Андреевич Жерве (1804—1881) — генерал-лейтенант русской императорской армии в отставке; брат Н. А. Жерве.

## Биография
Родился 28 августа (9 сентября) 1804 года в семье действительного статского советника Андрея Андреевича Жерве (1773—1832).
Воспитывался в Пажеском корпусе, откуда был выпущен 6 апреля 1824 года из пажей корнетом в лейб-гвардии кирасирский Её Величества полк; в 1826 году произведён в поручики.
С 25 декабря 1829 года служил в кавалергардском полку. В 1834 году был произведён в штабс-ротмистры, в 1835 году в ротмистры; в 1836 году утверждён командиром 3-го эскадрона. В 1843 году был произведён в полковники.
С 6 декабря 1851 года был назначен командиром Кинбурнского драгунского полка, но через пять дней уволен в бессрочный отпуск.
С 27 декабря 1853 года был назначен командовать резервными и запасными эскадронами гвардейской кирасирской дивизии, с переводом в кавалергардский полк; 6 декабря 1854 года был произведён в генерал-майоры, с зачислением по армейской кавалерии. С 1855 года был командующим 1-й бригадой 1-й гвардейской резервной кавалерийской дивизии.
В 1856 году был зачислен по армейской кавалерии, а 8 марта 1857 года зачислен в запасные войска; 11 апреля 1861 года уволен от службы в чине генерал-лейтенанта с мундиром и пенсионом.
Скончался 7 (19) марта 1881 года. Похоронен на Смоленском православном кладбище.

## Награды
- орден Св. Анны 4-й ст. «за храбрость» (1831 или 15.02.1832[2])
- орден Св. Анны 3-й ст.
- орден Св. Станислава 2-й ст. (1842)
- орден Св. Анны 2-й ст. (1846; императорская корона к ордену — 1848)
- орден Св. Георгия 4-й степени за выслугу 25 лет (1848)
- орден Св. Владимира 3-й ст. (1849)

- иностранный[уточнить] орден Св. Иоанна Иерусалимского (1834)